# ۵۸ (پیش از میلاد)
۵۸ (پیش از میلاد) ۵۸مین سال قبل از تقویم میلادی است.